# Dino Rađa
Dino Rađa (Split, 24. travnja 1967.), bivši hrvatski košarkaš, osvajač dvije olimpijske medalje, svjetski prvak, višestruki klupski prvak Europe te uspješan NBA igrač. Visok 211 cm, igrao je na poziciji centra. Dvostruki je dobitnik Državne nagrade za šport "Franjo Bučar", 1992. kao član reprezentacije i 2003. godine osobno.

## Počeci i europska karijera
Rođeni Splićanin trenirao je razne sportove pa se tako bavio vaterpolom, plivanjem i rukometom te kaže da kondiciju danas održava brojnim fizičkim aktivnostima kao što su trčanje, vožnja bicikla, igranje tenisa, plivanje, ronjenje i skijanje. Zanimljivo je da se tek s 15 godina počeo baviti košarkom. Počeo je igrati u Jugoplastici, Split, i s tim klubom dominirao osvojivši dva naslova europskih klupskih prvaka za redom. U tom periodu je na reprezentativnom planu osvajao FIBA Svjetsko juniorsko prvenstvo (1987. za Jugoslaviju), FIBA Svjetsko prvenstvo (1990.g. za Jugoslaviju), te dvije olimpijske srebrne medalje: 1988. u Seoulu za Jugoslaviju te 1992. u Barceloni za Hrvatsku. Nakon NBA karijere ponovno je igrao u Europi, dvije godine u Grčkoj i dvije u Hrvatskoj.

## NBA karijera
1989. godine izabran je na NBA draftu kao 40 od bostonskih Celticsa, no nije odmah otišao u SAD, nego je još 4 sezone igrao u Italiji, za Virtus Rim. U NBA ligi igrao je 4 sezone u Boston Celticsima, uz prosjek 16,7 koševa i 8,4 skoka po utakmici.

## Kronološki pregled karijere
- Jugoplastika, Split 1985. – 1990.
- Virtus Rim 1990. – 1993.
- Boston Celtics 1993. – 1997.
- Panathinaikos 1997. – 1999.
- KK Zadar 1999. – 2000.
- Olympiacos B.C. 2000. – 2001.
- KK Cibona 2001. – 2002.
- KK Split 2002. – 2003.

## Sinkronizacija
- "Space Jam: Nova legenda" kao Kronos (2021.)